# Public Land Survey System

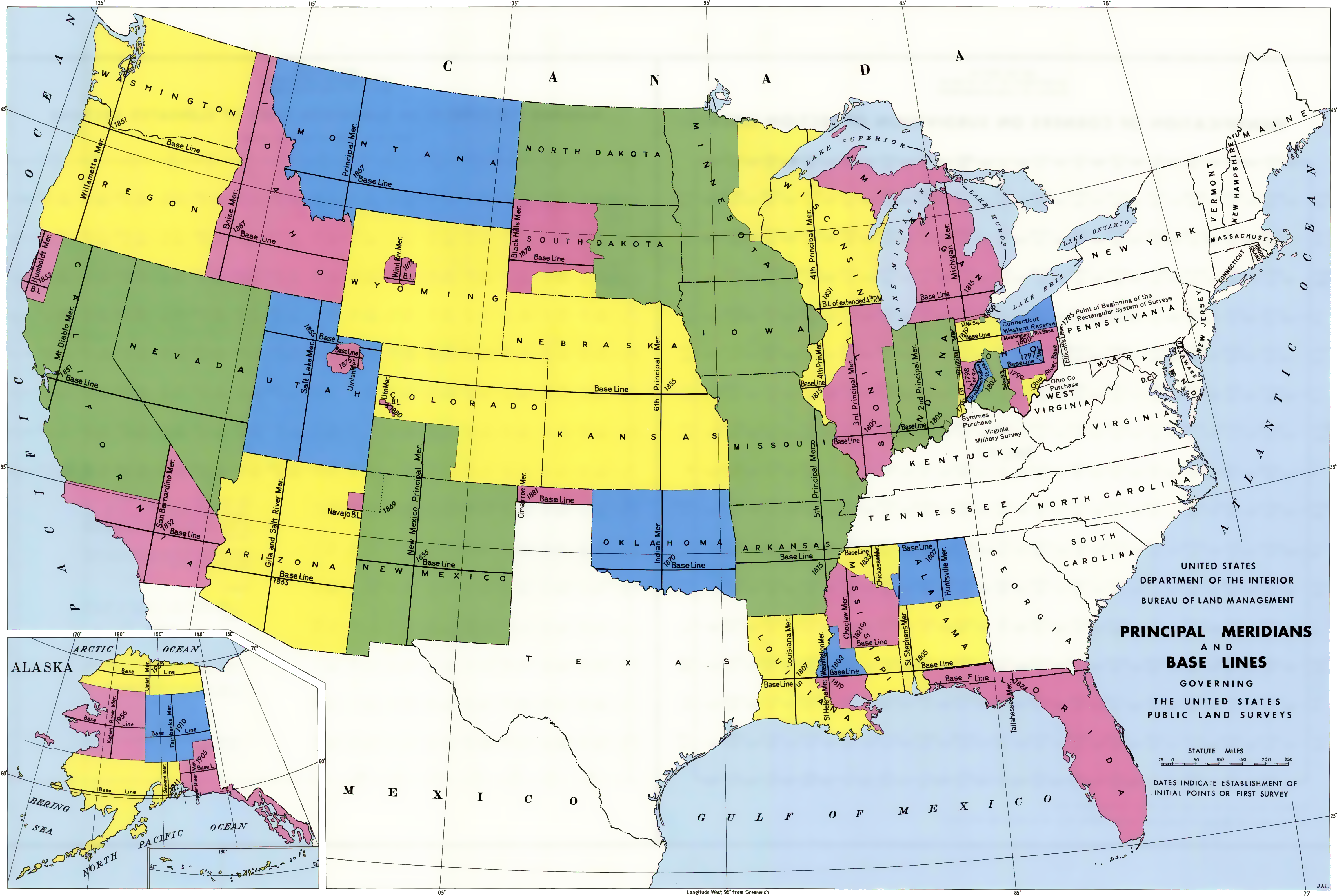
A főmeridiánokat és alapvonalakat ábrázoló 1988-as térkép

A Public Land Survey System (más néven Rectangular Survey System, rövidítve PLSS) az Amerikai Egyesült Államokban az ingatlanértékesítés és telekrendezés céljából kialakított földmérési módszer, amelyet először Ohióban alkalmaztak. Az 1785-ben rendelettel létrejött módszer célja az amerikai forradalmat lezáró 1783-as párizsi egyezményt követően az USA-hoz került területek felmérése volt. Az 1787-ben elfogadott rendeletet követően az Északnyugati terület földmérési biztosát megbízták a terület feltérképezésével. A pozíció és a földügyi hivatal később a szövetségi földhivatalba olvadt.

## Története

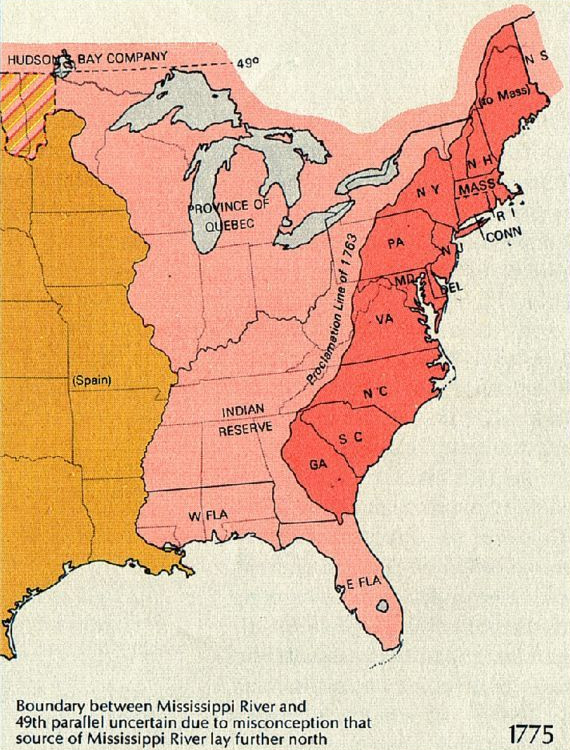
A territóriumi növekedést ábrázoló 1775-ös térkép

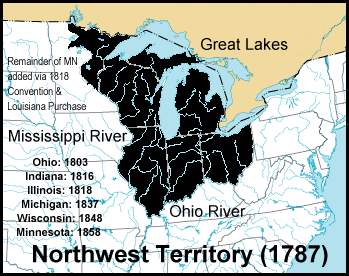
Az Északnyugati terület 1787-es térképe

### Eredete
A Thomas Jefferson által a yeoman nemzet megteremtésére javasolt PLSS nem sokkal az amerikai függetlenségi háború lezárulta után jött létre, amikor nagyobb mennyiségű földterület került a szövetségi kormány fennhatósága alá. A kormány célja volt a katonák számára történő földadományozás, valamint a területek értékesítése; ehhez ezeket fel kellett mérni.
A módszer az 1785-ös földrendelettel jött létre. A függetlenség kikiáltása után a Föderációs Kongresszus jelentősen eladósodott. Mivel a szövetségi kormány nem tudott új adókat kivetni, a háborús költségek finanszírozására a nyugati területek eladásáról döntöttek. A PLSS-t többször is módosították, hatáskörét pedig a teljes országra kiterjesztették.

### Létrejötte
Az eredeti gyarmatok és utódállamaik (Kentucky, Maine, Nyugat-Virginia, Tennessee és Vermont) a brit földmérési rendszert alkalmazták, amely a topográfia alapján kézzel rajzolt határvonalakat használta. Egy egyszerű és tipikus helymeghatározás így hangzik: „A Muddy-patak északi partján lévő ponttól másfél kilométerre, a Muddy- és az Indian-patakok találkozásánál északra 365 métert, majd északnyugatra a nagy álló szikláig, nyugatra a nagy tölgyfáig, délre a Muddy-patakig, majd a patak közepi kiindulási pontig”.
Új-Angliában a brit módszert használták a városhatárok kijelölésére: az oldalanként 6,5–10 kilométeres területet ábrázoló térképen minden telek és ingatlan szerepelt.
A módszernek több korlátja is van:
- A bonyolultabb alakzatok összetettebb leírást igényelnek
- A fák pusztulásával és az erózióval a leírások elavulttá válnak
- A befektető által látatlanban megvásárolt új nyugati területekhez használhatatlan volt

Az 1783-as párizsi egyezmény rögzítette az USA létét, valamint a britek is elismerték az amerikaiak területi igényeit a Nagy-tavaktól délre és a Mississippi folyótól nyugatra. A Kontinentális Kongresszus a telekkezelés szabályozására 1785-ben és 1787-ben rendeleteket fogadott el, melyek értelmében a 13 gyarmat (köztük az Északnyugati terület, Kentucky, Tennessee, Alabama és Mississippi) átengedte területeit az új államok számára. A legtöbb területet Virginia engedte át; egyes területek több államhoz is tartoztak, melyek némelyike egészen a Csendes-óceánig terjedt.

### Alkalmazása
Az új módszer szerinti első földmérések Ohio Seven Ranges régiójában zajlottak; a program kezdetének a pennsylvaniai határon fekvő jelölővel állítottak emléket.
Ohiót több részterületre osztották fel, melyeknek saját meridiánja és alapvonala van. A felméréseket kezdetben minél gyorsabban el akarták végezni, így pontatlanságok előfordulhatnak. Nyugat felé haladva egyre inkább fontosabb lett a pontosság, így a rendszer egyszerűsége érdekében egy-egy észak–déli (meridián) és egy kelet–nyugati (alapvonal) határolót állapítottak meg, amely több államot is jelölhet: például a Willamette meridián mentén fekszik Oregon és Washington is. A megyehatárokat gyakran a földmérések vonalaival megegyezően jelölték ki, így középnyugaton és nyugaton sok négyzet vagy téglalap alakú megye található.

## Kivételek
Az ország több területén is a PLSS-től eltérő módszert alkalmaznak. A függetlenség kikiáltásakor a tizenhárom gyarmaton az Északnyugati terület és egyes déli államok kivételével nem vették át a rendszert. A cserokik egykori területein például a szekció kifejezés a PLSS-től eltérő felosztásra utal, Maine-ben pedig a lakatlan területek esetén a rendszer egy változatát használják. Több állam is a PLSS-hez hasonló, de attól független rendszert alkalmaz.
Jelentősebb kivételek:
- Kalifornia: az 1850-es állammá alakulás előtt csak a spanyol és mexikói földek határain belül végeztek felméréseket; azóta a PLSS-t a kormányzati területekhez használják
- Georgia: a fennmaradó középső és nyugati területeket rácsba rendezve mérték fel, többségüket 1819 és 1821 között, a spanyol földek USA-nak való átengedése után
- Hawaii: az annexió idején a Hawaii Királyság mértékrendszerén alapuló módszert kezdtek használni
- Louisiana: a déli államrészen a francia és spanyol, holdban megadott leírások is érvényben vannak
- Alabama: a parti régiókban elismerik a spanyol korból eredő földigényeket
- Új-Mexikó: a PLSS mellett a brit módszert is alkalmazzák; az egykori mexikói földek egy része Coloradóba nyúlik át
- Ohio: Virginia Katonai Területet a brit módszerrel, az állami északi részét pedig egy más rendszerrel mérték fel, amely a településeket 36 helyett csak 25 szekcióba bontja
- Texas: a spanyol korból származó módszer és a PLSS egy változatának hibridjét alkalmazza
- Michigan és Wisconsin: fennmaradtak a francia korból eredő, hosszan elnyúló telkek
- Idaho, Oregon, Washington és Wyoming: egyes részeiken a földadományozási törvény értelmében, a Willamette meridián kijelölése előtt telepedtek le, ezeket pontatlanul mérték fel

## Végrehajtás

A PLSS szekcióinak felépítése a Nemzeti Atlaszban

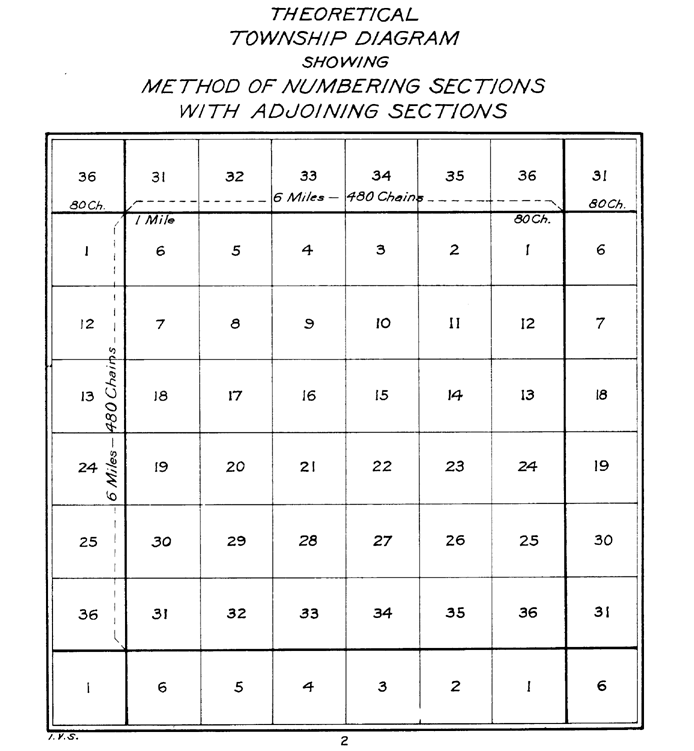
Egy földmérési település szekciókra osztása

### Gyakran használt kifejezések
- Alapvonal (baseline): Egy kiindulási pontból megállapított szélességi kör, melynek mentén a derékszögű felmérés történik
- BLM: Bureau of Land Management, az USA szövetségi földhivatala
- Eredeti földmérés (original survey): Egy területen először végzett felmérés; ha nem történt csalás, akkor az esetleges pontatlanságtól függetlenül jogilag érvényes és kötelező érvényű. Minden értékesítés esetén az eredeti felmérések eredményeit kell figyelembe venni. Többségüket a BLM elődje, a General Land Office végeztette
- Főmeridián (principal meridian): Egy kiindulási ponton keresztülfutó valódi szélességi kör, amely az alapvonallal együtt egy adott terület derékszögű felméréseinek legmagasabb szintű keretét képezi
- Földtámogatás (land grant): Általában egy korábbi kormány (brit, mexikói vagy spanyol) által adományozott telek, melynek tulajdonjogát a szövetségi kormány is elismeri
- Kataszter (cadastral): A telekhatárokat rögzíti
- Kezdőpont (initial point): Egy földmérés kezdőpontja, a főmeridián és az alapvonal csomópontja
- Köztulajdon (public domain): A szövetségi kormány tulajdonában álló földterületek (például nemzeti parkok). Egy részük egykor a tizenhárom gyarmat, indián törzsek és külföldiek tulajdonában volt
- Megjelölés (monumentation): A földmérési pontokat vagy vonalakat jelző fizikai objektum
- Oszthatatlan rész (aliquot part): Egy földterületre való tömör, hierarchikus hivatkozás, amelyben egy nagyobb terület egymást követő alrészei a hivatkozás elejéhez vannak csatolva. Például: SW1/4 NW1/4 S13, T1SR20E az 1. körzet 1. déli körzet 20. keleti tartománya 13. szelvényének északnyugati negyedének délnyugati negyedére utal (egy 40 hektáros parcella)
- Sarok (corner): Két földmérési vonal találkozása, a négyszögletes parcella egyik sarka
- Szekció (section): Körülbelül 1×1 mérföldes (1,6×1,6 kilométeres) egység; a települések földmérési térképei 36 szekcióból állnak
- Tanúpont (witness): Egy földmérés szempontjából fontos helyszínhez közel lévő objektum, például egy sarokhoz közeli határolófa
- Tartomány (range; Rng, R): Egy hivatkozott meridiántól számított kelet–nyugati távolság hat mérföldes (9,5 kilométeres) egységekben
- Telek (lot): Egy szakasz olyan alrésze, amely nem az oszthatatlan részhez tartozik. Jellemzően szabálytalan alakú, mérete pedig eltér az oszthatatlan részétől
- Település (township, Twp, T): 36 négyzetmérföldes (93 négyzetkilométeres) parcella, vagy egy hivatkozott alapvonaltól számított észak–déli távolság hat mérföldes egységekben

### Tervezés
A régiók feltérképezése több lépcsőfokból áll. Első lépésként az észak–déli irányú főmeridiánt és a kelet–nyugati irányú alapvonalat határozzák meg, melyek csomópontja a kiválasztott kezdőpontban van. Ezután az évtől és a helytől függően általában 48 kilométerenként szélességi köröket határoznak meg; a felmérés alapjául szolgáló rács az így meghatározott délkörből, alapvonalból és szélességi körökből áll. A település- és körzetvonalak segítségével a területet 9,7 vagy 93 négyzetkilométeres négyszögekre osztják; a településvonalak az alapvonallal, a körzetvonalak pedig a meridiánnal párhuzamosan futnak. Végül a településeket 36 darab, egyenként 2,6 négyzetkilométeres szekciókra osztják, amelyeken belül 0,65 négyzetkilométeres negyedrészeket jelölnek ki. Az alapvonal (településvonal) és a főmeridián (körzetvonal) metszéspontja településsarkot, a szakaszvonal és bármely más vonal találkozása szakaszsarkot, a sarkok között félúton fekvő pont pedig negyedsarkot jelent. A szövetségi kormány jellemzően csak a negyedrészig végzett földmérést, az ennél kisebb egységek parcellázását magánvállalkozók végezték.
Mivel a földmérés csak két dimenzióban zajlik, a Föld pedig három dimenzióban terjed ki, időszakos pontosítások szükségesek: nem minden szekció 1×1 mérföldet tölt ki, és nem minden település áll 36 szekcióból. Az összes észak–déli vonalat a geodéziai északhoz képest határoznak meg, azonban ezek a vonalak az északi póluson futnak össze, így lehetetlen e feltétel mellett egy négyszögletes rácsot is alkotni.
A korrigálás két szinten történik. A települési alosztályok esetén a délkeleti sarokból indulnak az északnyugati felé; észak felé haladva létrehozzák a hat legkeletibb szelvényt és negyedszelvényt, majd a település keleti határával párhuzamosan egy mérföldenként haladva a folyamatot addig ismétlik, amíg a nyugati határhoz nem érnek. Ennek eredményeképp a legészakibb és legnyugatibb 11 szekció mérete eltérhet az 1×1 mérföldtől, de a többi 25 nem. A módszer figyelembe veszi a görbületet és a kezdetleges felszerelés miatti pontatlanságokat anélkül, hogy a négyszögletes jelleget túlzottan veszélyeztetné. Több település esetén a párhuzamosok az alapvonal megállapításakor alakulnak ki, így észak felé haladva nem csökken a települések szélessége (ez volt létrehozásuk elsődleges célja). A Föld görbülete két skálán létezik: településen belül, valamint több település esetén a párhuzamosokon belül.
Mindig konkrét és tömör helyleírást használnak; a szakaszok indexelése a következők szerint történik: (1) a település helyzete a kiindulási ponthoz képest; (2) a szakasz helyzete a településen belül; (3) hivatkozás a főmeridiánra. A települést, a tartományt és a szekciót T, R és S, a kardinális irányokat pedig N, S, E és W betűkkel rövidítik. Maguknak a meridiánoknak is saját rövidítése van: a „T1SR20E S13 MDM” jelentése: 1. déli település, 20. keleti körzet, 13. szekció, Diablo-hegy meridián. A jelzett helyszín az alapvonaltól délre eső első település és a főmeridiántól keletre fekvő huszadik település 13. szekciója. Mivel a település és a tartomány távolsága hat mérföld (9,7 kilométer), a „T1SR20E” a helyszínt az alapvonaltól délre nulla és hat mérföld, a főmeridiántól keletre pedig 183–193 kilométer távolságra jelöli. A szekciók településen belüli számozását ismerve a 13. szekció a Diablo-hegy kezdőpontjától 3–4,5 kilométerre délre és 192–193 kilométerre keletre fekvő 1×1 mérföldes négyzetet foglalja el. A településeken belüli szekciószámozás a Busztrofedon-mintázat szerint történik, amelyben a sorok az északkeleti első szekciótól kezdve a délkeleti harminchatodik szekcióig ellentétes irányban vannak számozva. A mintázat biztosítja, hogy a településen belül számszerűen egymást követő szekciók fizikailag szomszédosak legyenek.

### Mérés
A távolságokat az Edmund Gunter által megfogalmazottak szerint láncban mérik: a lánc száz darab 201 milliméteres láncszemből áll. Egy földmérési mérföld nyolc láncból áll (ez a hagyományos mérföldtől néhány milliméterrel eltér). A lánc két végén egy-egy személy állt; egyikük „iránytűsként” a láncok csatlakozását felügyelte. Az erdős területeken a gyors haladás és a pontosság érdekében kiemelkedően fontos volt a helyes irány követése, mivel a láncot csak a fák kikerülésével vagy újramérésével lehetett kiegyenesíteni. Szükséges volt a lánc vízszintben tartása is, mivel a távolságnál nem a lejtést vették figyelembe; meredek terepen ez a lánc megrövidítését vagy megemelését jelentette. Ha a láncos mérés nem volt lehetséges (például vizeken), a távolságokat háromszögeléssel számították ki.

### Megjelölés

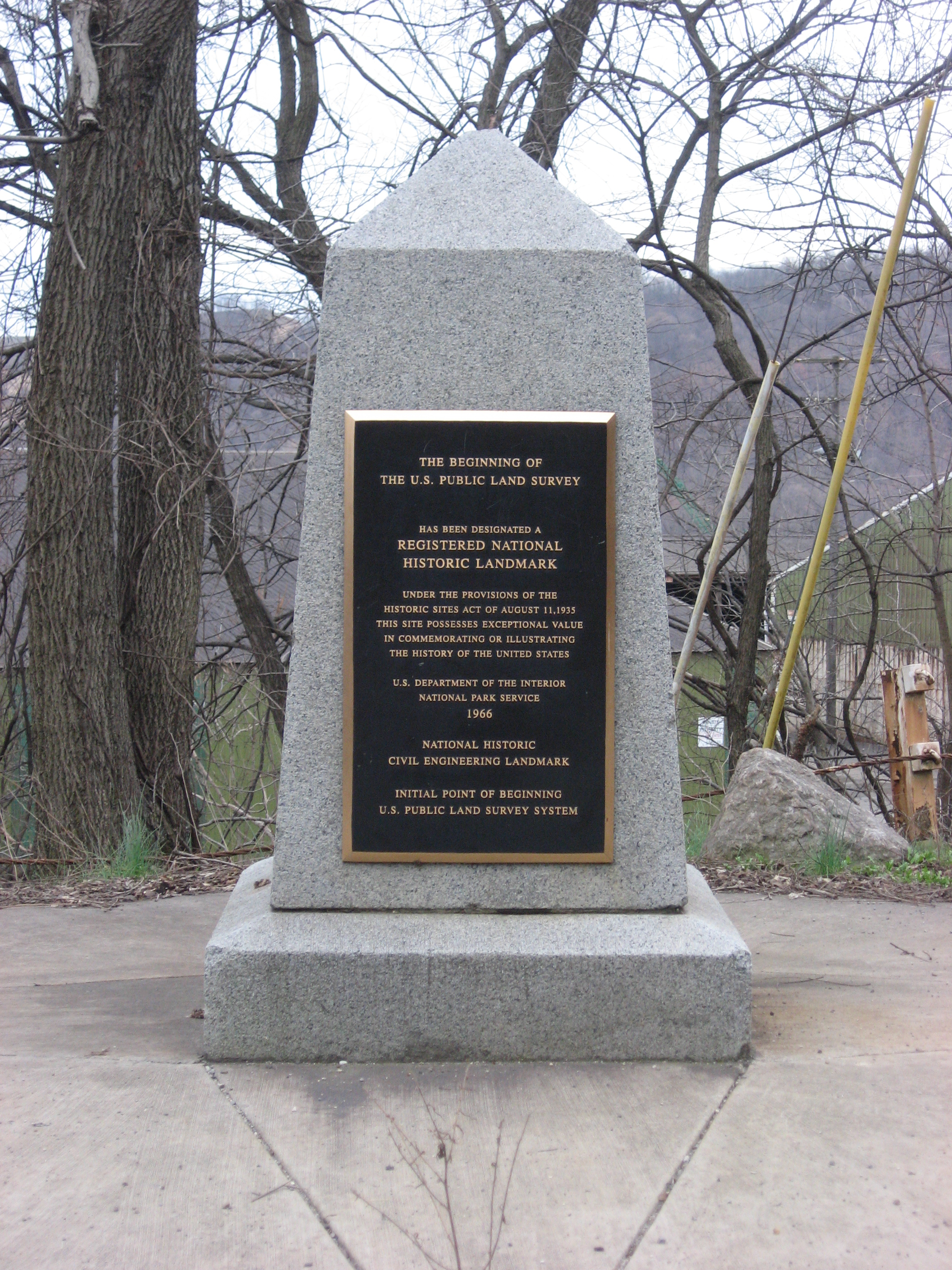
A földmérés 1786-os kezdőpontját jelző emlékmű

A felmért pontokat és vonalakat állandó jellegű, jogilag kötelező érvényű objektumokkal jelölik, amelyek a felmérések csúcspontját jelölik. Ezek lehetnek sarokszobrok vagy a közelben fekvő tanúpontok, amelyek az eredeti jelölő megsemmisülése esetén segíthetnek a határok beazonosításában. Ha a telepesek veszélyben érezték birtokjogukat, a sarokszobrokat megsemmisítették; ez a cselekmény ma is bűncselekménynek minősül.
A sarokpontok jelölésére vonatkozó szabályok többször is változtak. A 19. században a jelölésre sziklákat, faoszlopokat vagy ezek kombinációját használták, de a fák is jelölőnek minősülhettek, ha pontosan a sarkon nőttek. A huszadik században megkövetelték az acél használatát. Tanúpontok lehetnek a fák, sziklák és árkok, melyek pontos helyét a földmérési jegyzőkönyvben is rögzítik. Mivel a fák saroktól való távolságát, átmérőjét és taxonját fel kellett jegyezni, ezeket gyakran határfáknak nevezték.
A határfákon kettő jelölést kellett elhelyezni: egyet szemmagasságban, egyet pedig a fa illegális kivágásának esetére a talajhoz közel. A földmérőknek a település, a körzet és a szekció adatait négy fára kellett feljegyezniük, ha ezek belátható távolságban feküdtek (ezt kezdetben nem szabályozták, de később három lánc, azaz hatvan méter távolságban maximálták). A fák nemcsak a földmérők, hanem az emberi tevékenység hatásait vizsgáló ökológusok számára is fontosak; a földmérések során gyűjtött adatok információt adnak az erdők egykori összetételéről, és ezen adatokat sűrűn felhasználják.
A földmérési vonalak mentén általában csak a határolófák megjelölésére volt szükség; a cél az volt, hogy segítsék a felmért vonal visszakövetését, valamint a fa rögzített adatainak visszaellenőrzését.

### Adatrögzítés
A földmérők által rögzített adatok köre, valamint a földmérőknek az előírásoknak való megfelelősége is változott az idők során. Az alábbi követelményeket a 19. században jegyezték le:
- A vonalvezetések pontos hossza, az eltérések mértéke és oka
- A határfák taxonja és átmérője, valamint a sarokpontoktól mért távolsága
- A jelölők anyaga és fajtája, valamint a középponttól való távolság
- A vonalt keresztező fák neve, taxonja és távolsága
- Az a távolság, ahol a vonal metszi, majd elhagyja a birtokokat
- A vonal által keresztezett vizek, a metszéspontok vonal menti távolsága és szélessége; hajózható folyók esetén a szélességet a kanyarulatokban kell meghatározni
- A földfelszín, akár sík, akár dombos
- Első-, másod- vagy harmadrendű talaj
- A fák és az aljnövényzet fajai az elterjedés sorrendjében
- A fenékföldeket szárazként vagy nedvesként kell leírni, árvízveszély esetén pedig meg kell adni a mélységet
- A vízforrások (akár édes, akár sós) és a belőlük eredő patakok folyásiránya
- Tavak és medencék a vízmélység és vízminőség megadásával
- Városok, falvak, indián települések, sátrak és egyéb lakott helyszínek; gyárak, gyárvárosok, malmok
- Szénrétegek, tőzegmezők, ércek, sós források minőségük szerint; minden megbízható információ feltüntetendő függetlenül attól, hogy az objektum a rácsvonalon fekszik-e
- Utak és ösvények; irányok, honnan-hová
- Zuhatagok, vízesések
- Szakadékok, víznyelők, barlangok, kőbányák
- Leletek, fosszíliák, szerves maradványok, ősi műalkotások

A változásokat a módosítás helyszínén a lehető legpontosabban meg kell határozni.
Az alábbi táblázat a PLSS-ben alkalmazott átváltásokat mutatja:
|                      | Kiterjedés | Kiterjedés | Terület | Terület   | Terület | Megjegyzések           |
|                      | mi         | mi2        | acre    | m2        | km2     | Megjegyzések           |
| -------------------- | ---------- | ---------- | ------- | --------- | ------- | ---------------------- |
| Négyszög             | 24×24      | 576        | 368 640 |           | 1490    | Általában 16 település |
| Település            | 6×6        | 36         | 23 040  |           | 93,2    | Általában 36 szekció   |
| Szekció              | 1×1        | 1          | 640     |           | 2,59    |                        |
| Félszekció           | 1×1⁄2      | 1⁄2        | 320     | 1 290 000 | 1,29    |                        |
| Negyedszekció        | 1⁄2×1⁄2    | 1⁄4        | 160     | 647 000   |         |                        |
| Fél-negyedszekció    | 1⁄2×1⁄4    | 1⁄8        | 80      | 324 000   |         |                        |
| Negyed-negyedszekció | 1⁄4×1⁄4    | 1⁄16       | 40      | 162 000   |         |                        |

## Meridiánok listája
Az alábbi táblázat a szövetségi földhivatal 1873-as útmutatóján alapul.
| Név                               | Bevezetve | Koordináta                                                      | Állam(ok)                                                     |
| --------------------------------- | --------- | --------------------------------------------------------------- | ------------------------------------------------------------- |
| Fekete-hegység                    | 1878      | é. sz. 43° 59′ 44″, ny. h. 104° 03′ 16″43.995556°N 104.054444°W | Dél-Dakota                                                    |
| Boise                             | 1867      | é. sz. 43° 22′ 21″, ny. h. 116° 23′ 35″43.372500°N 116.393056°W | Idaho                                                         |
| Chickasaw                         | 1833      | é. sz. 35° 01′ 58″, ny. h. 89° 14′ 47″35.032778°N 89.246389°W   | Mississippi                                                   |
| Choctaw                           | 1821      | é. sz. 31° 52′ 32″, ny. h. 90° 14′ 41″31.875556°N 90.244722°W   | Mississippi                                                   |
| Cimarron                          | 1881      | é. sz. 36° 30′ 05″, ny. h. 103° 00′ 07″36.501389°N 103.001944°W | Oklahoma                                                      |
| Copper folyó                      | 1905      | é. sz. 61° 49′ 04″, ny. h. 145° 18′ 37″61.817778°N 145.310278°W | Alaszka                                                       |
| Fairbanks                         | 1910      | é. sz. 64° 51′ 50″, ny. h. 147° 38′ 26″64.863902°N 147.640539°W | Alaszka                                                       |
| Ötödik főmeridián                 | 1815      | é. sz. 34° 38′ 45″, ny. h. 91° 03′ 07″34.645833°N 91.051944°W   | Arkansas, Dél-Dakota, Észak-Dakota, Iowa, Minnesota, Missouri |
| Első főmeridián                   | 1819      | é. sz. 40° 59′ 22″, ny. h. 84° 48′ 11″40.989444°N 84.803056°W   | Indiana, Ohio                                                 |
| Negyedik főmeridián               | 1815      | é. sz. 40° 00′ 50″, ny. h. 90° 27′ 11″40.013889°N 90.453056°W   | Illinois                                                      |
| Negyedik kiterjesztett főmeridián | 1831      | é. sz. 42° 30′ 27″, ny. h. 90° 25′ 37″42.507500°N 90.426944°W   | Minnesota, Wisconsin                                          |
| Gila és Sós folyók                | 1865      | é. sz. 33° 22′ 38″, ny. h. 112° 18′ 19″33.377222°N 112.305278°W | Arizona                                                       |
| Humboldt                          | 1853      | é. sz. 40° 25′ 02″, ny. h. 124° 07′ 10″40.417222°N 124.119444°W | Kalifornia                                                    |
| Huntsville                        | 1807      | é. sz. 34° 59′ 27″, ny. h. 86° 34′ 16″34.990833°N 86.571111°W   | Alabama, Mississippi                                          |
| Indián                            | 1870      | é. sz. 34° 29′ 32″, ny. h. 97° 14′ 49″34.492222°N 97.246944°W   | Oklahoma                                                      |
| Kateel-folyó                      | 1956      | é. sz. 65° 26′ 16″, ny. h. 158° 45′ 31″65.437882°N 158.758614°W | Alaszka                                                       |
| Louisiana                         | 1807      | é. sz. 31° 00′ 31″, ny. h. 92° 24′ 55″31.008611°N 92.415278°W   | Louisiana                                                     |
| Michigan                          | 1815      | é. sz. 42° 25′ 28″, ny. h. 84° 21′ 53″42.424444°N 84.364722°W   | Michigan, Ohio                                                |
| Diablo-hegy                       | 1851      | é. sz. 37° 52′ 54″, ny. h. 121° 54′ 47″37.881667°N 121.913056°W | Kalifornia, Nevada                                            |
| Navahó                            | 1869      | é. sz. 35° 44′ 56″, ny. h. 108° 31′ 59″35.748889°N 108.533056°W | Arizona                                                       |
| Új-mexikói főmeridián             | 1855      | é. sz. 34° 15′ 35″, ny. h. 106° 53′ 12″34.259722°N 106.886667°W | Új-Mexikó                                                     |
| Montanai főmeridián               | 1867      | é. sz. 45° 47′ 13″, ny. h. 111° 39′ 33″45.786944°N 111.659167°W | Montana                                                       |
| Sós-tó                            | 1855      | é. sz. 40° 46′ 11″, ny. h. 111° 53′ 27″40.769722°N 111.890833°W | Utah                                                          |
| San Bernardino                    | 1852      | é. sz. 34° 07′ 13″, ny. h. 116° 55′ 48″34.120278°N 116.930000°W | Kalifornia                                                    |
| Második főmeridián                | 1805      | é. sz. 38° 28′ 14″, ny. h. 86° 27′ 21″38.470556°N 86.455833°W   | Illinois, Indiana                                             |
| Seward                            | 1911      | é. sz. 60° 07′ 37″, ny. h. 149° 21′ 26″60.126944°N 149.357222°W | Alaszka                                                       |
| Hatodik főmeridián                | 1855      | é. sz. 40° 00′ 07″, ny. h. 97° 22′ 08″40.001944°N 97.368889°W   | Colorado, Dél-Dakota, Kansas, Nebraska, Wyoming               |
| Helena-hegy                       | 1819      | é. sz. 30° 59′ 56″, ny. h. 91° 09′ 36″30.998889°N 91.160000°W   | Louisiana                                                     |
| Saint Stephens                    | 1805      | é. sz. 30° 59′ 51″, ny. h. 88° 01′ 20″30.997500°N 88.022222°W   | Alabama, Mississippi                                          |
| Tallahassee                       | 1824      | é. sz. 30° 26′ 03″, ny. h. 84° 16′ 38″30.434167°N 84.277222°W   | Alabama, Florida                                              |
| Harmadik főmeridián               | 1805      | é. sz. 38° 28′ 27″, ny. h. 89° 08′ 54″38.474167°N 89.148333°W   | Illinois                                                      |
| Uintah                            | 1875      | é. sz. 40° 25′ 59″, ny. h. 109° 56′ 06″40.433056°N 109.935000°W | Utah                                                          |
| Umiat                             | 1956      | é. sz. 69° 23′ 30″, ny. h. 152° 00′ 05″69.391571°N 152.001264°W | Alaszka                                                       |
| Ute                               | 1880      | é. sz. 39° 06′ 23″, ny. h. 108° 31′ 59″39.106389°N 108.533056°W | Colorado                                                      |
| Washington                        | 1803      | é. sz. 30° 59′ 56″, ny. h. 91° 09′ 36″30.998889°N 91.160000°W   | Mississippi                                                   |
| Willamette                        | 1851      | é. sz. 45° 31′ 11″, ny. h. 122° 44′ 34″45.519722°N 122.742778°W | Oregon, Washington                                            |
| Szél-folyó                        | 1875      | é. sz. 43° 00′ 41″, ny. h. 108° 48′ 49″43.011389°N 108.813611°W | Wyoming                                                       |

## Társadalmi hatás

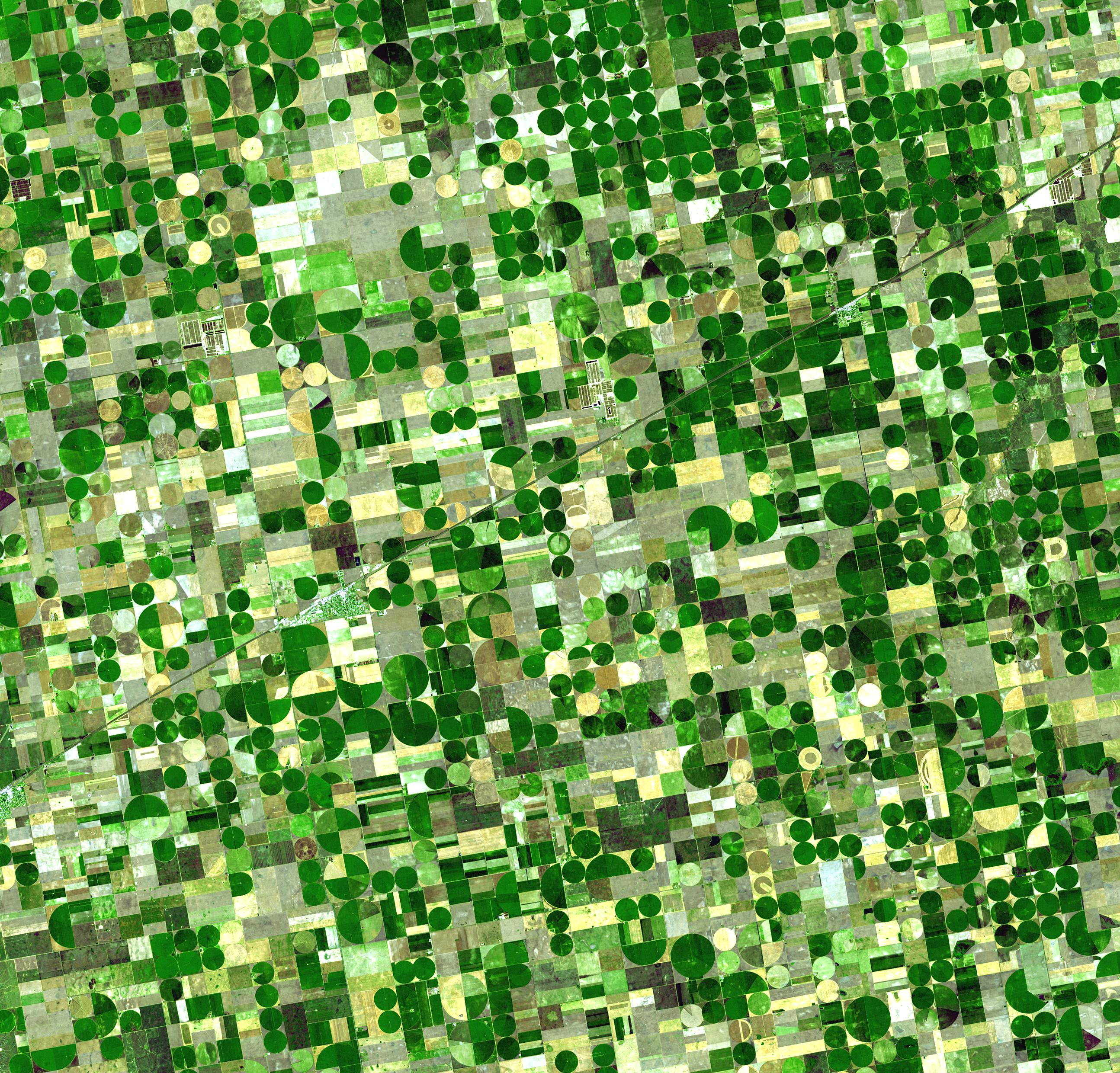
Negyedszekciókra osztott kansasi szántók

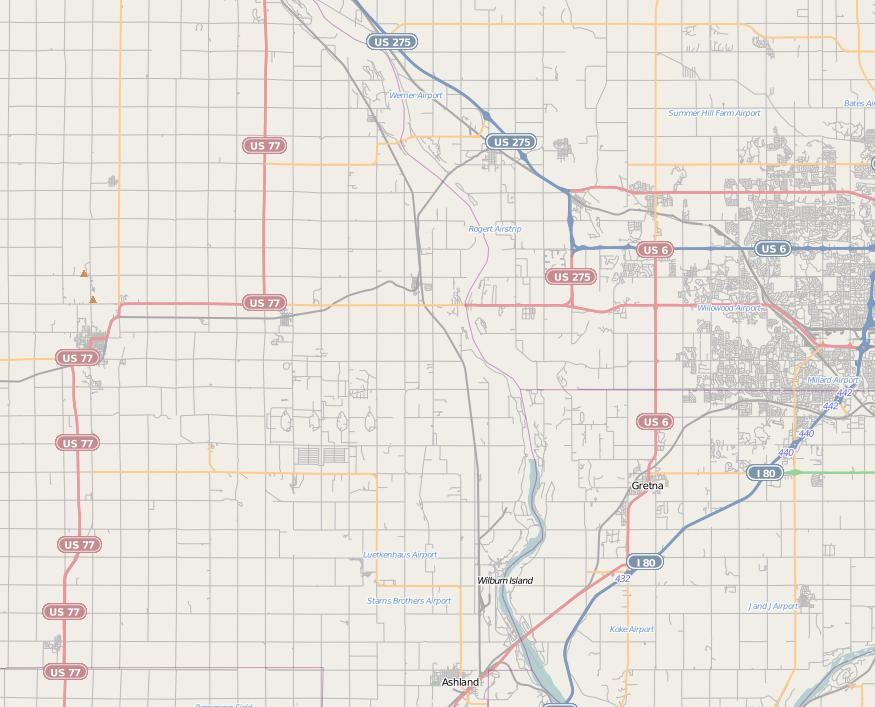
Nebraska közúthálózatának részlete

### Vasút
Az 1862-es Pacific Railroad Act keretében több millió hektár földet biztosítottak vasútépítés céljára.
Minden másfél kilométer lefektetett vasúti pálya után a sínek minden oldalán 26 négyzetkilométer területet adtak (a mérést a PLSS-sel végezték), és másfél kilométer vasúti pálya egy szekciónak számított. A vonal mentén 120 méterenként minden oldalon másfél kilométeres szekciókból álló, tizenhat kilométer hosszú szakaszokat osztottak ki. A földeket váltakozó sorrendben adták ki: a páratlan szekciókat a vasúttársaságok kapták, a párosak pedig a kormány tulajdonában maradtak, így sakktáblás mintázat alakult ki. A Stephen A. Douglas szenátor által Jefferson Davis szenátor támogatásával kidolgozott felosztás célja az volt, hogy mind a kormány, mind a vasút földjeinek értékét növelje.

### Oktatás
Az 1785-ös földtörvény értelmében a települések tizenhatodik szekcióját (a nyugati államokban később a harminchatodikat is) iskolaépítésre különítették el. Az egyes államok és megyék a szabályt vagy figyelmen kívül hagyták, vagy sajátosan értelmezték, de az általános cél az lett volna, hogy az iskolák központi helyen legyenek és bevételt termelhessenek (erre példa az ohiói College Township).

### Csalások
A felmért földek távoli elhelyezkedése miatt gyakoriak voltak a téves felmérések és csalások; a leghírhedtebb és legköltségesebb a kaliforniai Benson-szindikátusé volt.

### Átállás a metrikus rendszerre
Az átállással kapcsolatos vitákban a PLSS-nek kulcsszerepe van; a módszer alapmértéke a Gunter-lánc. Az azonos mértékegységeken használó Kanadában az átállás problémamentesen lezajlott.
A philadelphiai Franklin Intézet szerint „… az Egyesült Államokban minden földterületet hektárban, lábban és hüvelyben mértek fel, és az országra jellemző nyilvántartási rendszer szerint a tulajdonjogokkal együtt nyilvánosan fel vannak jegyezve”. Az ingatlanhatárok újradefiniálása jogi problémákat, valamint a tulajdonosok között zavart okozhat. A mértékeket számos helyi telekrendezési szabályzat lábban és négyzetlábban rögzíti, és ezek átváltása különböző tényezők (például kerekítések) miatt nehezen oldható meg.

### Várostervezés
Mivel a közutakat általában a szekciók határai mentén építették ki, a növekvő városok úthálózata rácsszerűen alakult ki. Ezek a szekcióvonalasnak nevezett utak elsődleges célja a gépjármű-forgalom kiszolgálása, így nem motorizált közlekedésre korlátozottan alkalmasak. A második világháborút követően a kereskedelmi fejlesztések a főutakra és azok csomópontjaira fókuszáltak, a korábbi négyzetmérföldes felosztás szerinti szekciókban lakóházak, iskolák, templomok és parkok létesültek (erre példa Detroit úthálózata).
A nagyvárosi régiókban a főbb útvonalak gyakran félmérföldnyire fekszenek egymástól; ez a városi-elővárosi struktúra az euklideszi övezetek hasonlóan szigorú kialakításához hasonlít (a névadó az ohiói Euclid kistelepülés; 1926-ban az Ambler Realty vállalattal szembeni perben a Legfelsőbb Bíróság kimondta, hogy a településeknek joga van a parcellák felhasználási módját szabályozni). Az euklideszi körzethatárok kialakításakor gyakran a főbb útvonalak elhelyezkedését veszik figyelembe.
Az Appalache-hegységtől nyugatra az úthálózatok gyakran a PLSS rácsszerkezetét veszik alapul, így nagyon hosszú egyenes szakaszok és derékszögű útkereszteződések alakulhatnak ki.

### Tömegkultúra
A földrendszer az amerikai történelem és kultúra fontos része, innen ered a filmekben is hallható „negyven hektár és egy öszvér” kifejezés (ez az amerikai polgárháborút követően ígért kárpótlás volt). Az „alsó 40” a negyedszekció legalacsonyabban fekvő (azaz a víz folyásirányába eső) rész.
Az amerikai nyugati kultúra egyik alapköve, az otthonteremtés a PLSS-től függött. 1862-ben a Lincoln-kormány alatt a telepesek 0,65 km2, azaz egy negyedszekciónyi földet kaptak, amelyet később 2,6 km2-re, azaz egy teljes szekcióra emeltek. Ez jó alkalom volt a szárazabb, kietlenebb földek felülvizsgálatára, amelyek inkább voltak alkalmasak állattartásra, mintsem növénytermesztésre.

## Fordítás
- Ez a szócikk részben vagy egészben  a   Public Land Survey System című angol Wikipédia-szócikk ezen változatának fordításán alapul.  Az eredeti cikk szerkesztőit annak laptörténete sorolja fel. Ez a jelzés csupán a megfogalmazás eredetét és a szerzői jogokat jelzi, nem szolgál a cikkben szereplő információk forrásmegjelöléseként.